# Curtara scapa
Curtara scapa är en insektsart som beskrevs av Delong 1977. Curtara scapa ingår i släktet Curtara och familjen dvärgstritar. Inga underarter finns listade i Catalogue of Life.